# Seçkin Özdemir
Seçkin Özdemir (ur. 25 sierpnia 1981 w Stambule) – turecki aktor, były prezenter radiowy i telewizyjny, DJ.
Drogę do jednego z najpopularniejszych tureckich aktorów otworzyła mu rola w serialu Historia pewnej miłości (tr. Bir Aşk Hikayesi).

## Życiorys

### Prezenter radiowy i telewizyjny oraz DJ
Seçkin Özdemir przyszedł na świat 25 sierpnia 1981 r. w Stambule. Ukończył ekonomię na Uniwersytecie Kocaeli w 1999 r. Rok później zaczęła się jego kariera jako prezentera radiowego. Pracował w regionalnej stacji Red FM grającej głównie muzykę zagraniczną. W latach 2002–2004 prowadził popularny program radiowy Brainstorm we wspomnianej wyżej stacji. Następnie przez 5 miesięcy był gospodarzem interaktywnych audycji w My Radio. W 2004 r. nastąpił jego transfer do telewizyjnej stacji Number 1, gdzie prowadził rozrywkowy program Faraş. W radiowej stacji Number 1 FM pracował nad młodzieżowym programem Play. Równocześnie występował jako DJ. Grał w Stambule oraz tureckich kurortach turystycznych: Antalya i Bodrum.

### Kariera aktorska
W 2008 r. rozpoczął karierę aktorską. Wcześniej wystąpił w kilku reklamach takich marek jak Akbank, Ülker, Binboa Vodka i Coca-Cola. Na początku kariery związał się ze stacją ATV. Łącznie zagrał w trzech serialach emitowanych przez tę stację. Jego pierwszą rolą była drugoplanowa postać Buraka w Dzikiej róży. W latach 2011–2012 grał już postać pierwszoplanową w Al Yazmalım. Odtwarzał tu rolę İlyasa Avcı. Po kilku rolach dla innych stacji, w 2015 r., wystąpił w czteroodcinkowym serialu Racon Ailem İçin jako gangster Adnan Korhan. Po roli w Al Yazmalım dołączył do obsady popularnego serialu kostiumowego pt. Wspaniałe stulecie. Grał tu obok Meryem Üzerli i Halita Ergença, a jego rolą była postać byłego ukochanego sułtanki Hürrem i jednocześnie malarza na dworze sułtana Sulejmana Wspaniałego. Następnym serialem była Historia pewnej miłości. Wystąpił tu jako Korkut Ali, czyli młody mężczyzna próbujący odnaleźć matkę i jednocześnie cierpiący z powodu nieodwzajemnionej miłości. Dla stacji FOX zagrał jeszcze w Grzeszniku, gdzie Özdemir grał Ali Yusufa, młodego lekarza, który dla ukochanej by ona uniknęła więzienia wziął na siebie winę zabicia człowieka. Dużą popularność przyniosła mu również rola niewiernego męża, Buluta Ocaka, w serialu Gorzka miłość (2015 r.). Potem, pod koniec 2016 r., zagrał w słynnym serialu stacji Star TV pt. Miłość na wynajem. Był on tu jednym z głównych bohaterów i jako Pamir Marden miał być miłością na wynajemem dla Defne (Elçin Sangu) i konkurentem Ömera (Barış Arduç) do zdobycia serca wspomnianej wcześniej dziewczyny. Porzucił jednak tę rolę przed zakończeniem serialu by poświęcić się filmowi Wystarczy jeden oddech. Wcielił się w postać Yamana, czyli zagubionego i nieszczęśliwego mężczyzny, którego życie odmienia pewna kobieta. W 2017 r. przyjął rolę Barışa Buki w Świetliku. Był tam adwokatem od rozwodów zakochanym w kierowcy taksówki, a później w swoim szoferze, Aslı.
Jego następną rolą była postać Alpera Boztepe w serialu Moja niebezpieczna żona. W tym samym roku ruszył nowy serial, Odłamki duszy, w którym Seçkin wciela się w rolę głównego komisarza w wydziale zabójstw – Aslana.

## Filmografia
| Seriale                 | Seriale          | Seriale       | Seriale                | Seriale    | Seriale      |
| Tytuł polski            | Tytuł turecki    | Postać        | Rola                   | Rok emisji | Stacja       |
| ----------------------- | ---------------- | ------------- | ---------------------- | ---------- | ------------ |
| Dzika róża              | Yaban gülü       | Burak         | Drugoplanowa           | 2008       | ATV          |
| –                       | Al Yazmalım      | İlyas Avcı    | Główna                 | 2011-2012  | ATV          |
| Wspaniałe stulecie      | Muhteşem Yüzyıl  | Leo           | Drugoplanowa (I sezon) | 2013       | Show TV      |
| Historia pewnej miłości | Bir Aşk Hikayesi | Korkut Ali    | Główna                 | 2013-2014  | FOX (Turcja) |
| Grzesznik               | Günahkar         | Ali Yusuf Tan | Główna                 | 2014       | FOX (Turcja) |
| –                       | Racon Ailem İçin | Adnan Korhan  | Główna                 | 2015       | ATV          |
| Gorzka miłość           | Acı Aşk          | Bulut Ocak    | Główna                 | 2015- 2016 | Show TV      |
| Miłość na wynajem       | Kiralık Aşk      | Pamir Marden  | Główna (II sezon)      | 2017       | Star TV      |
| Świetlik                | Ateşböceği       | Barış Buka    | Główna                 | 2017       | Star TV      |
| Moja niebezpieczna żona | Tehlikeli karım  | Alper Boztepe | Główna                 | 2018       | Show TV      |
| Odłamki duszy           | Can Kırıkları    | Aslan         | Główna                 | 2018       | ATV          |
| Kochana przeszłość      | Sevgili Geçmiş   | Sinan Malik   | Główna                 | 2019       | Star TV      |
| Filmy                   |                  |               |                        |            |              |
| Wystarczy jeden oddech  | Bir nefes yeter  | Yaman         | Główna                 | 2017       | -            |
| Dzieciak                | Bücür            | Murat         | Główna                 | 2018       | -            |

## Życie prywatne
Seçkin Özdemir ma troje rodzeństwa: dwie młodsze siostry i starszego brata. Mierzy 181 cm. Jest domatorem. Jego ulubionymi gatunkami muzycznymi są jazz i blues. Lubi również muzykę lat 70. i 80. Boi się owadów. Kibicuje Galatasaray SK oraz tureckiej reprezentacji narodowej.
Spotykał się z aktorką Deryą Şensoy. Para rozstała się w 2016 r, a ich związek rozpoczął się w 2014 r. W 2018 r. związany był z aktorką Demet Özdemir.